# Благословенный (фильм, 2012)
Благословенный (исп. La santa) — фильм про 13-летнюю интерсекс-девочку Марию, которую отец заставляет играть роль Девы Марии на празднике. Он считает, что это единственный для неё способ «починить дефект».
Поводом для съемки фильма послужил реальный случай, который случился в Чили: врач сделал операцию интерсекс-подростку не спросив разрешения у самого пациента и его родителей.
В культуре региона, где происходят действия фильма существует традиция в честь праздников устраивать торжественные шествия, в которых местные жители играют роли святых. Люди верят, что недостойный не сможет сыграть роль святого.

## В ролях
Belén Figueroa — Мария
Conrado Canales — Отец девочки

## Номинации
- Фильм был номинирован на премию «Золотой Медведь» за лучший короткометражный фильм на Берлинском Кинофестивале в 2012 году[3].
- Фильм вошёл в конкурсную программу международного кинофестиваля «Меридианы Тихого»[4] в 2013 году.

## Премьеры
| Страна   | Дата            | Кинофестиваль                          |
| -------- | --------------- | -------------------------------------- |
| Германия | 11 февраля 2012 | Международный Берлинский кинофестиваль |
| Сербия   | 12 декабря 2013 | Белградский квир-кинофестиваль         |